# Iglesia de San Miguel (Valjunquera)
La Iglesia de San Miguel es una iglesia de Valjunquera.

## Historia
El 7 de marzo de 1734 se colocó su primera piedra y se concluyó en 1747. 

## Descripción
Como muchas otras iglesias bajoaragonesas coetáneas posee planta de salón, planta rectangular con tres naves de igual altura, crucero alineado y utilización del doble pilar cruciforme, que se continua con el fragmento de un gran entablamento y un pequeño pilar.